# Synagoga w Mariborze
Synagoga w Mariborze (słoweń. Sinagoga Maribor) – synagoga znajdująca się w Mariborze w Słowenii, przy ulicy Żydowskiej 4. Jest jedną z najstarszych zachowanych synagog w Europie. 
Pierwsza wzmianka o mariborskiej synagodze pochodzi z 1429 roku. Przez pewien czas była siedzibą naczelnego rabinatu Styrii. Po wypędzeniu Żydów z Mariboru w 1501 roku została przekształcona w rzymskokatolicki kościół Wszystkich Świętych. Obecnie pełni rolę muzeum.